# Patto della staffetta
Patto della staffetta è il nome giornalistico di un compromesso politico, ideato dal democristiano Riccardo Misasi e siglato in un convento sull'Appia antica nell'estate 1983 da Bettino Craxi, segretario del PSI, e Ciriaco De Mita, figura apicale della Democrazia Cristiana.
Con tale accordo De Mita ottenne che il secondo incarico conferito dal nuovo capo dello Stato Francesco Cossiga a Craxi fosse vincolato ad un'informale "staffetta", che avrebbe visto un democristiano subentrare alla guida del governo dopo un anno, per condurre al termine la legislatura. Dopo aver taciuto per mesi intorno a questo patto, avallandone implicitamente l'esistenza, Craxi ottenne un reincarico da presidente del Consiglio, impedendo a De Mita di insediarsi a Palazzo Chigi, e sconfessò l'accordo in un'intervista a Giovanni Minoli nella trasmissione Mixer del 17 febbraio 1987.